# Bionicle: Maze of Shadows
Bionicle: Maze of Shadows est un jeu vidéo d'action-aventure développé par Razorback Developments et édité par THQ, sorti en 2005 sur Game Boy Advance.
Il est basé sur la gamme de jouets du même nom.